# Ronalds Arājs
Ronalds Arājs (né le 29 novembre 1987 à Tukums) est un athlète letton, spécialiste du 100 m.

## Biographie
Finaliste lors des Championnats d'Europe d'athlétisme 2012 à Helsinki, il ne termine pas la course pour blessure.
Sur 100 m, son record, record de Lettonie, est de 10 s 18, obtenu à Donnas en 2011.